# Inabanga
Inabanga (cebuano : Lungsod sa Inabanga ; tagalog : Bayan ng Inabanga) est une municipalité de la province de Bohol, aux Philippines.
En 2017, la municipalité a été le théâtre des affrontements de Bohol (en) entre les forces de sécurité philippines et des militants affiliés à Abu Sayyaf.